# 海難列表
船難是船舶在運作時發生的事故。以下是民用船舶損失的事故列表：
| 日期              | 船名                                               | 罹難人數      | 罹難情形 |
| ----------------- | -------------------------------------------------- | ------------- | --- |
| 1865年4月28日     | 蘇丹娜號 (Sultana, 1,719噸）                       | 1,547- 1,700  | 在密西西比河由於鍋爐爆炸沉沒。美國歷史上最嚴重的船難。 |
| 1873年4月2日      | Atlantic (2,376t）                                 | 535           | 在加拿大新斯科舍海岸由於觸礁遇難。 |
| 1878年9月3日      | 愛麗絲公主號沉沒事故 (Princess Alice,251噸)        | 650           | 在英格蘭泰晤士河與英國籍船隻 Bywell Castle（1,376t）相撞。 |
| 1891年3月17日     | Utopia (2,720t)                                    | 562           | 在直布羅陀海峽與英國籍船隻 Anson相撞。 |
| 1898年7月4日      | La Bourgogne (7,395t)                              | 562           | 在巴布亚新几内亚塞布爾島附近與英國籍船隻 Cromartyshire（1,462t）相撞。 |
| 1902年5月6日      | Camorta (2,094t)                                   | 739           | 在孟加拉灣失蹤，一般相信遇到了熱帶氣旋。 |
| 1904年6月15日     | General Slocum (1,200t)                            | 1,031         | 在紐約東河由於火災遇難。 |
| 1904年6月28日     | Norge (3,318t)                                     | 646           | 在蘇格蘭赫布里底群島由於觸礁遇難。 |
| 1912年4月14日     | 泰坦尼克号 (Titanic，46,328噸)                     | 1,522         | 在北大西洋撞上冰山沉沒。 |
| 1914年5月29日     | 愛爾蘭皇后號 （Empress of Ireland，14,191噸）      | 964           | 在聖勞倫斯河河口與挪威籍船隻 Storstad（6,028t）相撞。 |
| 1915年5月7日      | 露西塔尼亞號 (Lusitania，31,550噸)                 | 1,198         | 在凱爾特海由於德國魚雷沉沒。 |
| 1915年7月25日     | Eastland (1,961t)                                  | 845           | 在芝加哥河由於超載遇難。 |
| 1915年8月14日     | Royal Edward (11,117t)                             | 970           | 在愛琴海由於德國魚雷沉沒。 |
| 1916年2月26日     | 普洛文斯十一號 (La Provence，13,752t)              | 3,130         | 在東地中海被德國潛艇U-35擊沉。 |
| 1916年11月21日    | 不列颠号 (Britannic，48,158噸)                     | 30            | 在希臘凱阿島附近四英哩處的凱阿水道被德軍潛艇發射魚雷擊沉。 |
| 1917年11月30日    | Mont Blanc (3,121t)                                | 1,500         | 在新斯科舍哈利法克斯與比利時籍船隻 Imo（5,043t）相撞。 |
| 1940年6月17日     | 兰开斯特里亚号 （Lancastria，16,243噸）            | 3,000- 4,000  | 在法國聖納瑟港外海被德國飛機擊沉。 |
| 1941年9月18日     | 海神號 (Neptunia，19,475噸)                        | 2,500         | 在利比亞的黎波里外海被英國潛艇擁護者號（Upholder）擊沉。 |
| 1941年9月18日     | 大洋號 （Oceania，19,507噸）                       | 2,500         | 在利比亞的黎波里外海被英國潛艇擁護者號（Upholder）擊沉。 |
| 1942年7月1日      | 蒙特維多丸 (Montevideo Maru，7,267t)               | ~1,060        | 在菲律賓外海被美國潛艇擊沉。 |
| 1943年3月19日     | 高千穗丸(8,100t)                                   | ~1,000        | 在基隆外海被美國潛艇擊沉。 |
| 1943年10月19日    | 新法拉號 (Sinfra，4,470噸)                         | 2,098         | 在克里特島以北被盟國飛機擊沉。 |
| 1944年6月29日     | 富山丸(6,000噸)                                    | ~6,000        | 在德之島外海被美國潛艇斯德根號（Sturgeon）擊沉。 |
| 1944年9月18日     | 順陽丸（5,065噸）                                  | ~5,620        | 在蘇門答臘外海被英國潛艇貿易風號（Tradewind）擊沉。 |
| 1944年9月27日     | 烏拉爾丸(6,374噸)                                  | 2,000         | 在菲律賓馬斯里克以西150英里被美國潛艇閃電號（Flasher）擊沉。 |
| 1944年11月27日    | 參宿七號 (6,785噸)                                 | 2,571         | 在挪威被怨仇號航空母艦的40多架飛機擊沉，陣亡者大部分是戰俘，此次事件為誤擊事件 |
| 1945年1月30日     | 威廉古斯特洛夫號 (Wilhelm Gustloff，25,484噸)      | 9,931         | 在波羅的海被蘇聯潛艇S-13號擊沉。歷史上最大的海難。 |
| 1945年2月10日     | 史杜本將軍號 （General von Steuben，14,666噸）     | 至少4571      | 在波羅的海被蘇聯潛艇S-13號擊沈。 |
| 1945年4月1日      | 阿波丸(11,249t)                                    | 2,003         | 在台灣海峽被美國潛艇Queenfish擊沉。 |
| 1945年4月16日     | 哥雅號 (Goya，5,230噸)                             | ~7,000        | 在波羅的海被蘇聯潛艇L-3號擊沈。 |
| 1945年5月3日      | 開普艾柯納號 （Cap Arcona，27,561噸）              | ~5,000        | 在德國盧比克灣被英國飛機擊沉。 |
| 1945年5月3日      | 泰貝克號 (Thielbek，2,815噸)                       | 2,800         | 在德國盧比克灣被英國飛機擊沉。 |
| 1948年12月3日     | 江亞輪（2,100噸）                                  | ~1,100- 3,920 | 一般认为在長江口誤觸水雷而沉沒，实际原因仍有争议。 |
| 1949年1月27日     | 太平輪（2,489噸）                                  | 932- ~1,500   | 在舟山群島和中華民國籍貨船建元號相撞。 |
| 1954年9月26日     | 洞爺丸（3,898噸）                                  | 1,155         | 在津輕海峽由於颱風沉沒。 |
| 1961年11月12日    | 藍色美人號                                         | 5             | 船長謀殺五名乘客後將船隻鑿沉以湮滅證據，但最後仍有一名11歲女孩倖存獲救。 |
| 1963年5月1日中午  | 跃进号货轮（15,930噸）                             | 0             | 在苏岩礁触礁沉没。 |
| 1975年8月4日凌晨  | 紅星245号客輪、紅星240号客輪                       | 432           | 紅星245號（鋼質客輪）由肇慶出發開往廣州，於顺德容桂蛇頭灣一帶水道撞击紅星240號客輪，240號水泥鋼筋網客輪被245號鋼質客輪攔腰撞破。 由於紅星245號倒船，导致紅星240號客輪破口大量入水沉沒，而紅星240號水泥船殼的鋼筋網卡住了紅星245號的船首，使之不能完全退出，也被一併拖沉。紅星240號完全沉没，紅星245號則絕大部分船體沉沒，只剩下船尾小部分露出水面。                             |
| 1980年2月27日凌晨 | 曙光401渡客輪                                      | 293           | 曙光401渡从广州开往三埠，在开平单水口以西5公里潭江河面，突然遭遇龙卷风袭击致沉没。当时狂风（十二级以上）暴雨，雷电交加，把这艘60多吨重的大客船刮倒，河水大量涌入船舱内，不到两分钟时间沉没。从曙光401渡沉没后，花尾渡逐步被淘汰。 |
| 1980年11月26日    | 桂民船302号客輪                                    | 147           | 该船于当日上午10点30分从广西梧州开往贵县的，经过武林港后，晚上八点多再从丹竹港口开出来10多分钟后，于广西平南丹竹石灰塘，遇到了强风而不幸沉没的。据事后统计，在从丹竹开出时，船上有333名旅客，连船员一共有364人。该事故是广西歸中國管轄後发生的伤亡最大的海损事故。 |
| 1983年3月1日      | 紅星312号客輪                                      | 147           | 由廣州出發開往肇慶，於佛山三水沉沒。 |
| 1987年12月20日    | 多納·帕茲號 （Doña Paz，2,640噸）                  | 1,565- ~4,386 | 在Tablas海峽和菲律賓籍小型油船維克托號（Vector，640噸）相撞。被認為是非戰爭時期最大的海難事故。 |
| 1990年4月7日      | 斯堪的纳维亚之星 (MS Scandinavian Star，10,513t）  | 158           | 火灾和员工配合不佳导致重大伤亡。 |
| 1994年9月28日     | 愛沙尼亞號 （Estonia，21,794噸）                   | 852           | 在波羅的海由於惡劣天氣沉沒。 |
| 1996年3月19日     | 成达号货船（MV Chenda，船舶识别号6921397，5,163t） | 15            | 成达号此次航行是联合国世界粮食计划署为支援朝鲜水灾的第二批人道援助任务之一。1996年3月11号自泰国曼谷启航前往朝鲜南浦，原计于3月23号抵达。所载货物为美国、瑞士、澳大利亚，以及天主教慈善组织所捐赠的6,538吨大米。成达号在3月19日于台中西北方向约49海里处沉没，沉没确切原因不明，通常推测是因为当时的恶劣天气。24名船员中9名被台湾海军救起，15名船员失踪，事后被推定于海难中身亡。 |
| 1999年11月24日    | 大舜号滚装船 (9,843t）                             | 280           | 在渤海从烟台驶往大连途中在烟台附近海域，由于恶劣天气和超载，加上操作不当而倾覆沉没。 |
| 2000年6月22日     | 榕建號 (Rong Jian，?t)                             | 131           | 翻覆於四川合江的長江中。 |
| 2006年2月2日      | 萨拉姆98 (Al Salam Boccaccio 98，11,799t)          | 1,018         | 在红海由於火災遇難。 |
| 2008年6月22日     | 群星公主號 (Princess of the Stars，23,824t)        | 802           | 在錫布延海由於颱風沉沒。 |
| 2012年1月13日     | 歌詩達協和號 (Costa Concordia，114,147t)           | 32            | 在意大利沿岸因触礁而翻侧。 |
| 2012年10月1日     | 南丫4號 (Lamma IV, ?t)                             | 39            | 於南丫島榕樹灣附近海域與港九小輪海泰號相撞沉沒。 |
| 2014年4月16日     | 世越號 (Sewol, 6852t)                              | 305           | 在全羅南道珍島郡屏風島以北20公里海上沉沒。 |
| 2014年3月22日     | 烏干達難民船                                       | 251           | 一艘難民船於烏干達艾伯特湖因超載沉沒。 |
| 2015年6月1日      | 東方之星 (2,200t)                                  | 442           | 於湖北省監利縣長江中游水域翻覆。 |
| 2021年5月3日      | 孟加拉國兩艘船相撞                                 | 26            | [ 2 ] |
| 2022年6月19日     | 珍寶海鮮舫 (Jumbo Floating Restaurant, ?t)         | 0             | 原定前往柬埔寨，但運送途中在南中國海西沙群島附近水域遇上風浪，船身入水開始傾側後沉沒。 |
| 2023年5月16日     | 魯蓬遠漁028                                        | 39            | 2023年5月2日晚，“鲁蓬远渔028”抵达南非开普敦港口。5月3日，“鲁蓬远渔028 ”从南非开普敦港起航，目的港为韩国釜山港。5月15日19点18分后，该船不再显示卫星定位，最后出现的地方为南纬6° 30' 11" ，东经75° 42' 58" ，靠近英属印度洋海域的迪戈加西亚安克雷奇。5月16日凌晨3时许，“鲁蓬远渔028”在印度洋中部海域倾覆，船上39人失联，其中中国籍船员17人、印尼籍17人、菲律宾籍5人。             |
| 2023年6月18日     | 泰坦號 (Titan, ?t)                                 | 5             | 前往鐵達尼號沉船地點的航行中發生內爆，導致潛水器上5名乘客全部遇難，其中包括海洋之門創辦人斯托克頓·拉什。 |

## 外部連結
- （英文）Wreck Archive （页面存档备份，存于）
- （英文）Maritime Disasters of World War II